# Polaben

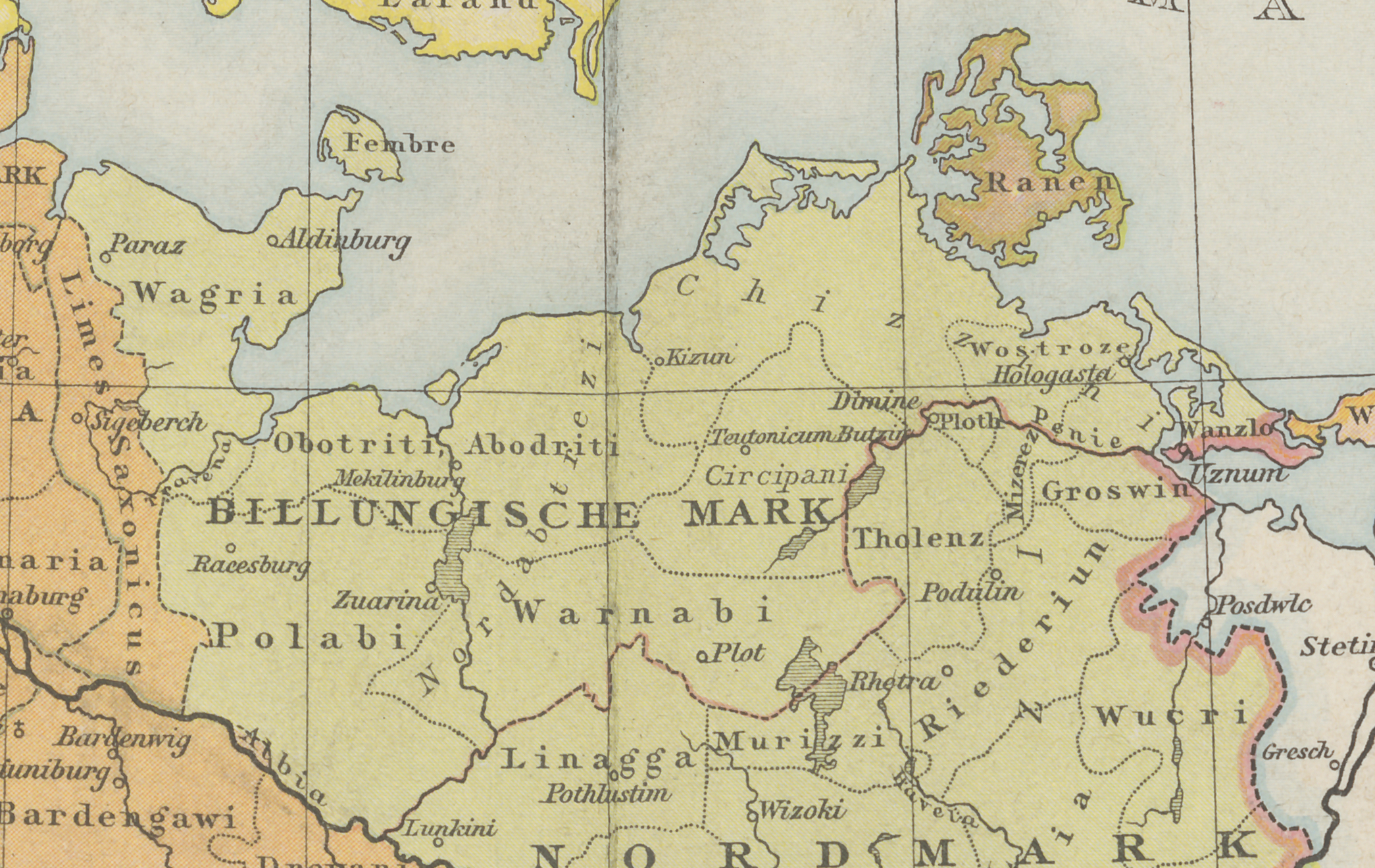
Het territorium van de Billungers rond het jaar 1000 met de Polaben ("Polabi")

De Polaben waren een West-Slavische stam in het huidige noordoost Duitsland. 

## Vroege geschiedenis
Het is waarschijnlijk dat de Polaben al in de 7e eeuw in Duitsland kwamen. De Beierse Geograaf uit de 9e eeuw noemt drie grote Slavische stammen die in Duitsland woonden, namelijk de Obodriten, de Wilzen en de Sorben. De Polaben waren een van de deelstammen van de Obodriten. 
Hun leefgebied in die tijd was grofweg tussen Lübeck aan de Oostzee en de Elbe, in het grensgebied van Sleeswijk-Holstein en Mecklenburg-Voor-Pommeren. Dat de Polaben bij de Elbe woonden kan ook worden afgeleid uit hun naam: "Po-Laba", in het West-Slavisch "aan de Elbe". In de loop der tijd werd de benaming Polaben ook gebruikt voor andere stammen in Duitsland die een met het Polabisch vergelijkbare taal spraken.

## De late middeleeuwen
Het belangrijkste machtscentrum van de Polaben was Ratzeburg, waar ze een burcht hadden gebouwd, vernoemd naar hun vorst Ratibor († 1042).
In de eerste eeuwen na hun vestiging in Duitsland waren de Polaben redelijk autonoom, aangezien het Oost-Frankische Rijk zich slechts geleidelijk ten oosten van de Elbe uitbreidde. In de 9e, 10e en 11e eeuw verkeerden de Polaben voortdurend in staat van oorlog met verschillende Duitse volken, met name het Stamhertogdom Saksen.
Langzamerhand breidde de keizer het grondgebied van het Heilige Roomse Rijk uit in het oosten, en vanaf 1021 moeten een aantal Slavische stammen waaronder de Polaben tributen gaan betalen. In de jaren daarna zouden de Duitse keizers steeds verder hun feodale macht over de Polaben en andere Slavische stammen gaan uitbreiden. Een behoorlijke mate van autonomie bleef echter juist dankzij het feodale systeem mogelijk.
In de 12e eeuw kwam het gebied waar de Polaben woonden onder controle van Holstein en Saksen. Dit betekende het einde van de autonomie van de Polaben. De oorlogen die met het veroveren van hun woongebied gepaard gingen hadden de Polaben ook sterk in aantal doen krimpen.
Pas na deze verovering van de Slavische woongebieden werden de Polaben gekerstend. Daarvoor hadden ze hun eigen godsdienst gehad, hoewel die natuurlijk wel veel overeenkomsten vertoonde met de godsdiensten van andere Slavische stammen in Duitsland. De belangrijkste godin van de Polaben was Siwa.

## Na de middeleeuwen
In de eeuwen na hun kerstening werden de Slavische stammen in het Duitse rijk, en dus ook de Polaben, steeds verder gegermaniseerd. Er was bijvoorbeeld sprake van uitgebreide kolonisatie door Duitsers in de woongebieden van de Polaben en er werden steeds meer restricties aan Polaben opgelegd, met name wat betreft het gebruik van hun taal. Omstreeks het midden van de 18e eeuw is de Polabische taal uitgestorven. Het idee van een Polabische etnische identiteit is toen ook in snel tempo verdwenen.